# Polyptyque d'Irminon

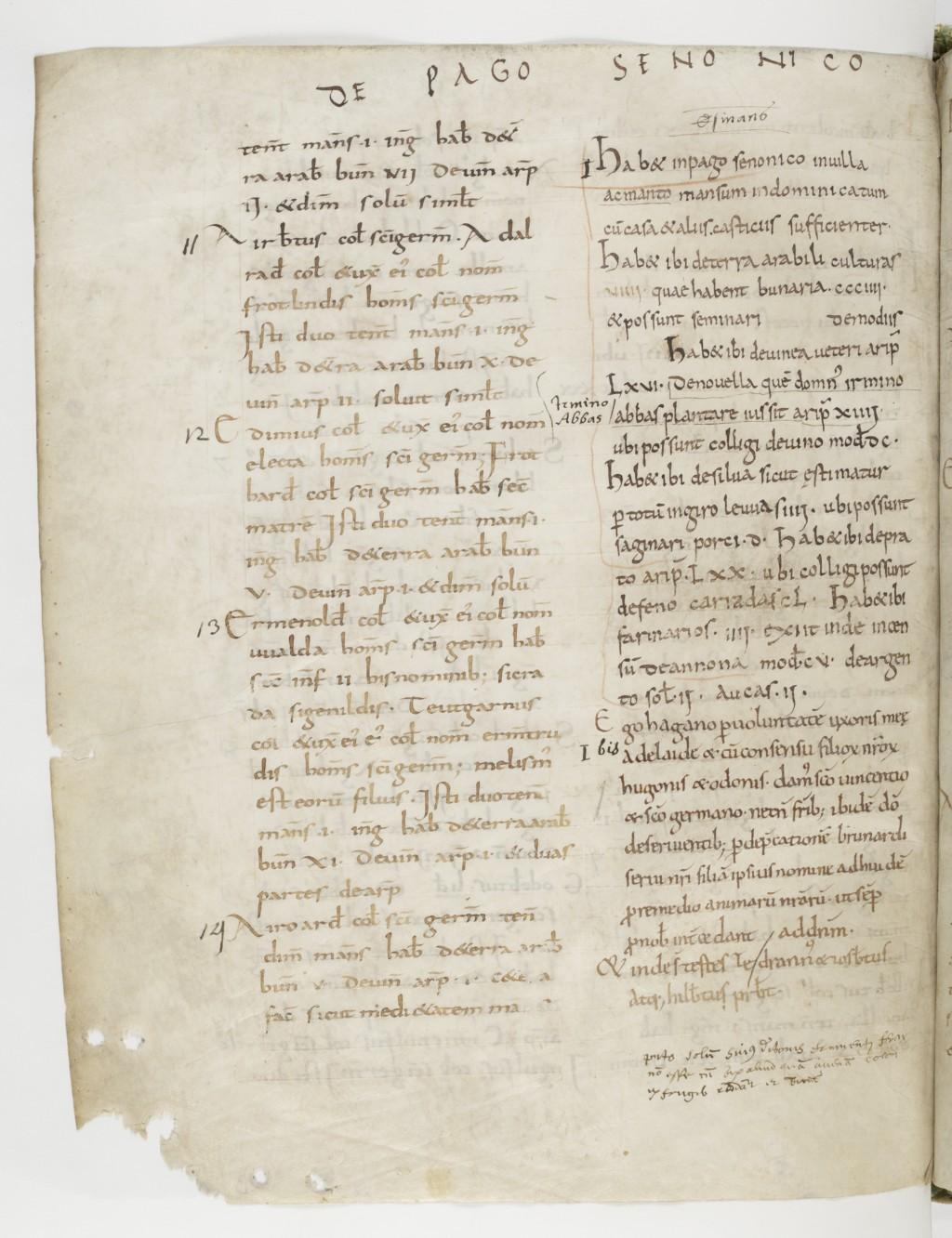
Extrait du Polyptyque d'Irminon

Le polyptyque d'Irminon (en latin Liber de donnibus et redditibus monasterii Sancti Germani a Pratis) est un inventaire de biens rédigé vers 823/828 par Irminon (†829), abbé de Saint-Germain-des-Prés. Il décrit les possessions de l'abbaye situées principalement dans la région parisienne, entre Seine et Eure.

## Histoire du texte
Conservé dans un manuscrit contemporain de sa rédaction, le codex comprend vingt cahiers, où sont décrites vingt-cinq villae ou seigneuries. Il manque au moins quatre cahiers et la quasi-totalité d’un volume séparé où étaient recensées les terres cédées en bénéfice. La répétition d’un chapitre montre que le codex dans son état actuel a été confectionné à partir de plusieurs exemplaires de travail, avec la contribution d’une dizaine de scribes différents. Le polyptyque paraît avoir été élaboré au cours de deux tournées d’enquêtes locales effectuées par les moines à partir de deux formulaires différents. Une partie des sommes finales des chapitres a été confectionnée par un scribe plus récent, dans la seconde moitié du IXe siècle. Toutes ont été élaborées, sans souci d’unité rédactionnelle, après l’inventaire local. Les chapitres du polyptyque portent sur :
- Des inventaires sommaires des réserves seigneuriales ;
- Un inventaire minutieux, qui précise l’étendue des terres arables, vignes, prés et bois, qui entrent dans la composition de chaque manse, ainsi que le dénombrement des individus composant la famille de chaque chef d’exploitation et précise la nature et la composition des charges ;
- Quelques listes hétéroclites de catégories spéciales de dépendants, astreints à des redevances personnelles de chevage.

Six inventaires ont été avalisés par le serment de jurés.
Ce document constitue un témoignage précieux sur l'économie et la société carolingienne.
Il est conservé à la Bibliothèque nationale de France.

## Contenu du recensement
Détail du contenu avec localisations basées sur les Prolégomènes, commentaires et éclaircissements sur le Polyptyque de Benjamin Guérard
| Chap.  | Villae ou Seigneuries             | Commune actuelle                                | Localisation en 1844 |
| I.     | Breve de Gaugiaco                 | Jouy-en-Josas                                   | Vulgo Jouy en Josas. |
| II.    | Breve de Palatiolo                | Palaiseau                                       | Ecclésia Palatioli, vulgo Palaiseau, sub invocatione S. Martini consecrata erat, ut vel nunc permanet. |
| III.   | Breve de Cella Equalina           | La Celle-les-Bordes                             | Vulgo la Celle les Bordes, vicus in silva Equilina (la forêt d'Iveline) ad lapidem nonum Dordingo, septentrionem versus. |
| IV.    | Breve de Waniaco                  | Gagny                                           | Vulgo Gagny. |
| V.     | Breve de Vedrariis                | Verrières-le-Buisson                            | Vedrariae, hodie Verrières, inter Antoniacum et Palatiolum aequo fere itinere, ad nonum lapidem Parisiis |
| VI.    | Breve de Spinogilo                | Epinay-sur-Orge                                 | Hodie Epinay-sur-Orge, ad lapidem decimum sextum Parisiis, austrum versus. |
| VII.   | Breve de Villari                  | La Celle-Saint-Cloud                            | Nunc La Celle-Saint-Cloud, ad lapidem nonum Parisiis, occasum versus. |
| VIII.  | Breve de Novigento                | Nogent-l'Artaud                                 | Hodie Nogent-l'Artaud, ad Matronam, supra Castellum Theodorici. |
| IX.    | Breve de Villamilt                | Villemeux-sur-Eure                              | Hodie Villemeux propter Auduram, in pago Durocassino, passibus circiter sexies mille octingentis a Durocassibus, inter austrum et eurum. |
| X.     | Breve de Vitriaco                 | Bitry (Nièvre)                                  | Vitriacum vero vicum alium esse putat, hodie Bitry- les-Mallons, a Condate ad Ligerim milliaribus XII distantem, inter septentríonein et austrum. |
| XI.    | Breve de Nuviliaco                | Neuilly-le-Bisson                               | Hodie Neuilly-le-Bisson, milliaribus circiter novem Alentione, inter septentrionem et orientem. |
| XII.   | Breve de Centena Corbonensi       | Corbon (Orne)                                   | Pagus Oximensis, hodie l'Hièmois, centenam Corbonensem, vulgo le Corbonnais, complectitur. |
| XIII.  | Breve de Buxido                   | Boissy-en-Drouais                               | Hodie Boissy-en-Drouais |
| XIV.   | Breve de Theodaxio                | Thiais                                          | Fisc de Thiais - Theodaxius |
| XV.    | Breve de Villa Nova               | Villeneuve Saint-Georges                        | Nunc Villeneuve Saint-Georges, ad duodecimum Parisiis lapidem, in via Melodunensi. |
| XVI.   | Breve de Cumbis                   | Combs-la-Ville                                  | Nunc Combs-la-Ville, ad flumen Ederam in Briegio, ter mille passibus a Braia comitis Roberti, austrum versus, ad occidentem aliquantulum vergens. |
| XVII.  | Breve de Murcincto                | Morsang-sur-Seine                               | Hodie Morsan-sur-Seine, ter mille passibus a Corbolio, meridiem versus. |
| XVIII. | Breve de Colrido                  | Le Coudray-Montceaux                            | Hodie Le Coudray, ad ripam australem Sequanae, e regione Murcincti, in altera ripa siti; uterque circiter tribus milliaribus a Corboiio, austrum versus. |
| XIX.   | Breve de Acmanto                  | Esmans                                          | Nunc Emans, ad dexteram viae Senonensis, ter mille passibus a Monasteriolo, versus meridiem. |
| XX.    | Breve de Villa supra Mare         | Mareil-Marly                                    | Haec Villa, sive Villa supra Mare, nominatur, hodie Mareuil-au-Pec, juxta Sanctum-Germanum in Laia. |
| XXI.   | Breve de Mantula                  | Maule (Yvelines)                                | Hodie Maule-la-Buat, ad amnem Maldram, milliaribus circiter novem a Medunta, inter austrum el orientem. |
| XXII.  | Breve de Sicca Valle sive Foreste | Guerville (Yvelines) Saint-Germain-de-Secqueval | Sicca Vallia, viculus, hodie, ut jam dictum est, Saint-Germain-de-Secqueval, tertio milliario a Medunta ad Sequanam, austrum versus. Foreste, item viculus, nunc la Forêt, milliaribus novem a Sicca Valle, versus meridiem, ad occasum aliquantum vergens. |
| XXIII. | Breve de Cavannas vel de Lodosa   | Moulin de Chavannes Vaucouleurs                 | Vulgo Chavannes, quod nomen adhuc servatur molendino in ripa Vallis-Coloris, amniculi, infra Villettam, ter mille passibus a Medanta ad Sequanam , austrum versus.                                                                                          |
| XXIV.  | Breve de Bisconcella              | Orgerus                                         | Nunc vel Beconcelle sive Biconseil, praedium, juxta Orgerus; vel, quod magis placet, ipse Orgerus, vicus, sexto milliario a Monte Forti Amalarici, inter septenlrionem et occidentem.                                                                       |
| XXV.   | Breve de Mansionis Villa          | Maisons-Laffitte                                | Hodie Maisons-sur-Seine, quinque millibus passuum infra Sanctum Germanum in Ledia, ad laevam Sequanae ripam. |

## Éditions
- Benjamin Guérard, Polyptyque de l’abbé Irminon de Saint-Germain-des-Prés, ou dénombrement des manses, des serfs et des revenus de l’abbaye de Saint-Germain-des-Prés sous le règne de Charlemagne, t. 1 (Prolégomènes), t. 2 (Polyptyque), Paris, 1844[1].
- Auguste Longnon, Polyptyque de l’abbaye de Saint-Germain-des-Prés, rédigé au temps de l’abbé Irminon, 2 vol., Paris, 1886-1895.
- Das Polyptychon von Saint-Germain-des-Prés. Studienausgabe, édité par Dieter Hägermann, Konrad Elmshäuser, Andreas Hedwig, Köln-Weimar-Wien, 1993.